# Großer Preis der USA West 1978
Der Große Preis der USA West 1978 (offiziell IV Grand Prix of Long Beach) fand am 2. April auf dem Long Beach Grand Prix Circuit in Long Beach statt und war das vierte Rennen der Automobil-Weltmeisterschaft 1978.

## Berichte

### Hintergrund
Während der vierwöchigen Pause zwischen dem Großen Preis von Südafrika und dem vierten WM-Lauf des Jahres in Long Beach, gewann überraschend Keke Rosberg auf Theodore das nicht zur Weltmeisterschaft zählende Formel-1-Rennen namens International Trophy in Silverstone. Sein Erfolg sowie die ebenfalls beachtliche Leistung des Neulings Derek Daly, der für Hesketh Racing antrat, wurde allerdings durch zahlreiche Ausfälle der etablierten Piloten begünstigt. Dennoch gelang es Daly, sich zu empfehlen, sodass er auch in Long Beach anstelle von Eddie Cheever den Werkswagen pilotieren durfte und somit die Chance auf sein Grand-Prix-Debüt erhielt.
Das Shadow-Team hatte inzwischen die ersten beiden Exemplare des neuen DN9 fertiggestellt, dessen Konstruktionspläne vermutlich zuvor bereits illegal zum Bau des Arrows FA1 verwendet worden waren. Werksfahrer Hans-Joachim Stuck pilotierte einen der Wagen, während sein Teamkollege Clay Regazzoni weiterhin mit dem herkömmlichen DN8 antrat. Das zweite Exemplar wurde stattdessen an das Privatteam Interscope Racing vergeben, mit dem Danny Ongais anlässlich seines Heim-Grand-Prix noch einmal in die Formel 1 zurückkehrte.
Arturo Merzario bestritt seinen 50. Grand Prix.

### Training
Da aufgrund beengter Platzverhältnisse nicht alle 30 angereisten Piloten gleichzeitig am Training teilnehmen sollten, wurde nach dem Vorbild des Großen Preises von Großbritannien 1977 eine Vorqualifikation durchgeführt. Unter den vier Piloten, die nach der am Freitagvormittag durchgeführten Session vom weiteren Verlauf des Wochenendes ausgeschlossen wurden, befanden sich mit Rosberg und Daly ausgerechnet die beiden Piloten, die bei der International Trophy für Aufsehen gesorgt hatten. Auch für Hector Rebaque sowie Ongais endete das Rennwochenende bereits vor seinem eigentlichen Beginn. Die beiden Arrows-Werksfahrer Riccardo Patrese und Rolf Stommelen sowie Merzario und Brett Lunger durften nach erfolgreicher Vorqualifikation am regulären Training teilnehmen.
Die beiden Ferrari-Piloten Carlos Reutemann und Gilles Villeneuve erreichten die erste Startreihe vor Niki Lauda und Mario Andretti. John Watson bildete im zweiten Brabham gemeinsam mit Ronnie Peterson im zweiten Lotus 78 die dritte Startreihe.
Aufgrund von Unfällen während des Trainings, bei denen ihre Rennwagen beschädigt wurden, konnten Stuck und Rupert Keegan trotz erfolgreicher Qualifikation nicht am Rennen teilnehmen.

### Rennen
Ein Quartett bestehend aus beiden Ferrari, die leicht vorn lagen, sowie beiden Brabham bremste nahezu gleichzeitig die erste Kurve in Form einer engen Haarnadel an. Watson wählte die Innenbahn, konnte die Kurve jedoch aufgrund eines Geschwindigkeitsüberschusses nicht eng genug nehmen, um in Führung zu gelangen. Stattdessen drängte er seinen Teamkollegen Lauda sowie Reutemann leicht nach außen ab. Villeneuve profitierte davon, indem er innen vorbeiziehen und sich dadurch an die Spitze setzen konnte.
Nachdem Watson in der zehnten Runde ausgeschieden war, setzte Lauda den ab diesem Moment vor ihm liegenden Villeneuve unter Druck. Als in der 28. Runde jedoch auch der zweite Brabham aufgrund eines technischen Defektes ausfiel, ergänzte Reutemann Villeneuves Spitzenposition zu einer Ferrari-Doppelführung. Hinter den beiden lag Alan Jones, der zuvor Andretti überholt hatte, auf dem dritten Rang.
In der 39. Runde verunfallte Villeneuve beim Versuch, Regazzoni zu überrunden und musste dadurch seinem Teamkollegen Reutemann die Führung überlassen, die dieser fortan bis ins Ziel verteidigte.
Andretti stellte im 63. Umlauf die ursprüngliche Reihenfolge gegenüber Jones wieder her und belegte den zweiten Rang vor Patrick Depailler, Peterson, Jacques Laffite und Patrese, der den ersten WM-Punkt für Arrows sicherstellte. Probleme mit dem Benzindruck hatten Jones während der letzten Runden des Rennens bis auf den siebten Rang zurückfallen lassen.

## Meldeliste
| Team                            | Nr. | Fahrer                | Chassis        | Motor                     | Reifen |
| ------------------------------- | --- | --------------------- | -------------- | ------------------------- | ------ |
| Parmalat Racing Team            | 01  | Niki Lauda            | Brabham BT46   | Alfa Romeo 115-12 3.0 F12 | G      |
| Parmalat Racing Team            | 02  | John Watson           | Brabham BT46   | Alfa Romeo 115-12 3.0 F12 | G      |
| Elf Team Tyrrell                | 03  | Didier Pironi         | Tyrrell 008    | Ford Cosworth DFV 3.0 V8  | G      |
| Elf Team Tyrrell                | 04  | Patrick Depailler     | Tyrrell 008    | Ford Cosworth DFV 3.0 V8  | G      |
| John Player Team Lotus          | 05  | Mario Andretti        | Lotus 78       | Ford Cosworth DFV 3.0 V8  | G      |
| John Player Team Lotus          | 06  | Ronnie Peterson       | Lotus 78       | Ford Cosworth DFV 3.0 V8  | G      |
| Marlboro Team McLaren           | 07  | James Hunt            | McLaren M26    | Ford Cosworth DFV 3.0 V8  | G      |
| Marlboro Team McLaren           | 08  | Patrick Tambay        | McLaren M26    | Ford Cosworth DFV 3.0 V8  | G      |
| ATS Racing Team                 | 09  | Jochen Mass           | ATS HS1        | Ford Cosworth DFV 3.0 V8  | G      |
| ATS Racing Team                 | 10  | Jean-Pierre Jarier    | ATS HS1        | Ford Cosworth DFV 3.0 V8  | G      |
| Scuderia Ferrari SpA SEFAC      | 11  | Carlos Reutemann      | Ferrari 312T3  | Ferrari 015 3.0 F12       | M      |
| Scuderia Ferrari SpA SEFAC      | 12  | Gilles Villeneuve     | Ferrari 312T3  | Ferrari 015 3.0 F12       | M      |
| Fittipaldi Automotive           | 14  | Emerson Fittipaldi    | Fittipaldi F5A | Ford Cosworth DFV 3.0 V8  | G      |
| Équipe Renault Elf              | 15  | Jean-Pierre Jabouille | Renault RS01   | Renault EF1 1.5 V6t       | M      |
| Shadow Racing Team              | 16  | Hans-Joachim Stuck    | Shadow DN9     | Ford Cosworth DFV 3.0 V8  | G      |
| Shadow Racing Team              | 17  | Clay Regazzoni        | Shadow DN8     | Ford Cosworth DFV 3.0 V8  | G      |
| Durex Team Surtees              | 18  | Rupert Keegan         | Surtees TS19   | Ford Cosworth DFV 3.0 V8  | G      |
| Beta Team Surtees               | 19  | Vittorio Brambilla    | Surtees TS19   | Ford Cosworth DFV 3.0 V8  | G      |
| Walter Wolf Racing              | 20  | Jody Scheckter        | Wolf WR3       | Ford Cosworth DFV 3.0 V8  | G      |
| Team Tissot Ensign              | 23  | Lamberto Leoni        | Ensign N177    | Ford Cosworth DFV 3.0 V8  | G      |
| Olympus Cameras/Hesketh Racing  | 24  | Derek Daly            | Hesketh 308E   | Ford Cosworth DFV 3.0 V8  | G      |
| Team Rebaque                    | 25  | Héctor Rebaque        | Lotus 78       | Ford Cosworth DFV 3.0 V8  | G      |
| Ligier Gitanes                  | 26  | Jacques Laffite       | Ligier JS7     | Matra MS76 3.0 V12        | G      |
| Williams Grand Prix Engineering | 27  | Alan Jones            | Williams FW06  | Ford Cosworth DFV 3.0 V8  | G      |
| Liggett Group/BS Fabrications   | 30  | Brett Lunger          | McLaren M23    | Ford Cosworth DFV 3.0 V8  | G      |
| Theodore Racing Hong Kong       | 32  | Keke Rosberg          | Theodore TR1   | Ford Cosworth DFV 3.0 V8  | G      |
| Arrows Racing Team              | 35  | Riccardo Patrese      | Arrows FA1     | Ford Cosworth DFV 3.0 V8  | G      |
| Arrows Racing Team              | 36  | Rolf Stommelen        | Arrows FA1     | Ford Cosworth DFV 3.0 V8  | G      |
| Team Merzario                   | 37  | Arturo Merzario       | Merzario A1    | Ford Cosworth DFV 3.0 V8  | G      |
| Interscope Racing               | 39  | Danny Ongais          | Shadow DN9     | Ford Cosworth DFV 3.0 V8  | G      |

## Klassifikationen

### Startaufstellung
| Pos. | Fahrer                | Konstrukteur       | Zeit     | Ø-Geschwindigkeit | Start |
| ---- | --------------------- | ------------------ | -------- | ----------------- | ----- |
| 01   | Carlos Reutemann      | Ferrari            | 1:20,636 | 145,141 km/h      | 01    |
| 02   | Gilles Villeneuve     | Ferrari            | 1:20,836 | 144,782 km/h      | 02    |
| 03   | Niki Lauda            | Brabham-Alfa Romeo | 1:20,937 | 144,601 km/h      | 03    |
| 04   | Mario Andretti        | Lotus-Ford         | 1:21,188 | 144,154 km/h      | 04    |
| 05   | John Watson           | Brabham-Alfa Romeo | 1:21,244 | 144,055 km/h      | 05    |
| 06   | Ronnie Peterson       | Lotus-Ford         | 1:21,474 | 143,648 km/h      | 06    |
| 07   | James Hunt            | McLaren-Ford       | 1:21,738 | 143,184 km/h      | 07    |
| 08   | Alan Jones            | Williams-Ford      | 1:21,935 | 142,840 km/h      | 08    |
| 09   | Riccardo Patrese      | Arrows-Ford        | 1:22,006 | 142,716 km/h      | 09    |
| 10   | Jody Scheckter        | Wolf-Ford          | 1:22,163 | 142,444 km/h      | 10    |
| 11   | Patrick Tambay        | McLaren-Ford       | 1:22,234 | 142,321 km/h      | 11    |
| 12   | Patrick Depailler     | Tyrrell-Ford       | 1:22,414 | 142,010 km/h      | 12    |
| 13   | Jean-Pierre Jabouille | Renault            | 1:22,491 | 141,877 km/h      | 13    |
| 14   | Jacques Laffite       | Ligier-Matra       | 1:22,630 | 141,639 km/h      | 14    |
| 15   | Emerson Fittipaldi    | Fittipaldi-Ford    | 1:22,790 | 141,365 km/h      | 15    |
| 16   | Jochen Mass           | ATS-Ford           | 1:23,106 | 140,827 km/h      | 16    |
| 17   | Vittorio Brambilla    | Surtees-Ford       | 1:23,212 | 140,648 km/h      | 17    |
| 18   | Rolf Stommelen        | Arrows-Ford        | 1:23,291 | 140,515 km/h      | 18    |
| 19   | Jean-Pierre Jarier    | ATS-Ford           | 1:23,419 | 140,299 km/h      | 19    |
| 20   | Clay Regazzoni        | Shadow-Ford        | 1:23,454 | 140,240 km/h      | 20    |
| 21   | Arturo Merzario       | Merzario-Ford      | 1:23,589 | 140,014 km/h      | 21    |
| 22   | Rupert Keegan         | Surtees-Ford       | 1:23,677 | 139,866 km/h      | DNS   |
| 23   | Hans-Joachim Stuck    | Shadow-Ford        | 1:23,733 | 139,773 km/h      | DNS   |
| 24   | Didier Pironi         | Tyrrell-Ford       | 1:23,792 | 139,674 km/h      | 22    |
| DNQ  | Brett Lunger          | McLaren-Ford       | 1:23,795 | 139,669 km/h      | –     |
| DNQ  | Lamberto Leoni        | Ensign-Ford        | 1:24,008 | 139,315 km/h      | –     |
| DNPQ | Keke Rosberg          | Theodore-Ford      | 1:25,785 | 136,429 km/h      | –     |
| DNPQ | Héctor Rebaque        | Lotus-Ford         | 1:26,128 | 135,886 km/h      | –     |
| DNPQ | Danny Ongais          | Shadow-Ford        | 1:26,150 | 135,851 km/h      | –     |
| DNPQ | Derek Daly            | Hesketh-Ford       | 1:26,635 | 135,091 km/h      | –     |

### Rennen
| Pos. | Fahrer                | Konstrukteur       | Runden | Stopps | Zeit        | Start | Schnellste Runde |
| ---- | --------------------- | ------------------ | ------ | ------ | ----------- | ----- | ---------------- |
| 01   | Carlos Reutemann      | Ferrari            | 80     | 0      | 1:52:01,301 | 01    | 1:22,323         |
| 02   | Mario Andretti        | Lotus-Ford         | 80     | 0      | + 11,061    | 04    | 1:22,835         |
| 03   | Patrick Depailler     | Tyrrell-Ford       | 80     | 0      | + 28,951    | 12    | 1:22,871         |
| 04   | Ronnie Peterson       | Lotus-Ford         | 80     | 1      | + 45,603    | 06    | 1:22,626         |
| 05   | Jacques Laffite       | Ligier-Matra       | 80     | 0      | + 1:22,884  | 14    | 1:22,569         |
| 06   | Riccardo Patrese      | Arrows-Ford        | 79     | 1      | + 1 Runde   | 09    | 1:22,655         |
| 07   | Alan Jones            | Williams-Ford      | 79     | 0      | + 1 Runde   | 08    | 1:22,215 (27.)   |
| 08   | Emerson Fittipaldi    | Fittipaldi-Ford    | 79     | 0      | + 1 Runde   | 15    | 1:22,868         |
| 09   | Rolf Stommelen        | Arrows-Ford        | 79     | 0      | + 1 Runde   | 18    | 1:23,330         |
| 10   | Clay Regazzoni        | Shadow-Ford        | 79     | 0      | + 1 Runde   | 20    | 1:23,641         |
| 11   | Jean-Pierre Jarier    | ATS-Ford           | 75     | 1      | + 5 Runden  | 19    | 1:24,703         |
| 12   | Patrick Tambay        | McLaren-Ford       | 74     | 0      | DNF         | 11    | 1:22,915         |
| –    | Jody Scheckter        | Wolf-Ford          | 59     | 0      | DNF         | 10    | 1:23,070         |
| –    | Vittorio Brambilla    | Surtees-Ford       | 49     | 0      | DNF         | 17    | 1:24,242         |
| –    | Jean-Pierre Jabouille | Renault            | 43     | 0      | DNF         | 13    | 1:23,732         |
| –    | Gilles Villeneuve     | Ferrari            | 38     | 0      | DNF         | 02    | 1:22,575         |
| –    | Niki Lauda            | Brabham-Alfa Romeo | 27     | 0      | DNF         | 03    | 1:22,727         |
| –    | Didier Pironi         | Tyrrell-Ford       | 25     | 0      | DNF         | 22    | 1:25,232         |
| –    | Arturo Merzario       | Merzario-Ford      | 17     | 0      | DNF         | 21    | 1:26,756         |
| –    | Jochen Mass           | ATS-Ford           | 11     | 0      | DNF         | 16    | 1:24,734         |
| –    | John Watson           | Brabham-Alfa Romeo | 9      | 0      | DNF         | 05    | 1:23,454         |
| –    | James Hunt            | McLaren-Ford       | 5      | 0      | DNF         | 07    | 1:24,203         |

## WM-Stände nach dem Rennen
Die ersten sechs des Rennens bekamen 9, 6, 4, 3, 2 bzw. 1 Punkt(e). Es zählten nur die besten sieben Ergebnisse aus den ersten acht Rennen und die besten sieben Ergebnisse aus den letzten acht Rennen. In der Konstrukteurswertung zählte nur das Ergebnis des bestplatzierten Fahrers eines Teams.

### Fahrerwertung
| Pos. | Fahrer             | Konstrukteur       | Punkte |
| ---- | ------------------ | ------------------ | ------ |
| 01   | Carlos Reutemann   | Ferrari            | 18     |
| 02   | Mario Andretti     | Lotus-Ford         | 18     |
| 03   | Ronnie Peterson    | Lotus-Ford         | 14     |
| 04   | Patrick Depailler  | Tyrrell-Ford       | 14     |
| 05   | Niki Lauda         | Brabham-Alfa Romeo | 10     |
| 06   | Emerson Fittipaldi | Fittipaldi-Ford    | 6      |
| 07   | John Watson        | Brabham-Alfa Romeo | 4      |
| 08   | Jacques Laffite    | Ligier-Matra       | 4      |
| 09   | James Hunt         | McLaren-Ford       | 3      |
| 10   | Alan Jones         | Williams-Ford      | 3      |
| 11   | Clay Regazzoni     | Shadow-Ford        | 2      |
| 12   | Didier Pironi      | Tyrrell-Ford       | 2      |
| 13   | Patrick Tambay     | McLaren-Ford       | 1      |
| 14   | Riccardo Patrese   | Arrows-Ford        | 1      |
| 15   | Jochen Mass        | ATS-Ford           | 0      |

| Pos. | Fahrer                | Konstrukteur  | Punkte |
| ---- | --------------------- | ------------- | ------ |
| 16   | Gilles Villeneuve     | Ferrari       | 0      |
| 17   | Jean-Pierre Jarier    | ATS-Ford      | 0      |
| 18   | Rolf Stommelen        | Arrows-Ford   | 0      |
| 19   | Jody Scheckter        | Wolf-Ford     | 0      |
| 20   | Héctor Rebaque        | Lotus-Ford    | 0      |
| 21   | Brett Lunger          | McLaren-Ford  | 0      |
| 22   | Vittorio Brambilla    | Surtees-Ford  | 0      |
| 23   | Hans-Joachim Stuck    | Shadow-Ford   | 0      |
| –    | Danny Ongais          | Ensign-Ford   | 0      |
| –    | Lamberto Leoni        | Ensign-Ford   | 0      |
| –    | Arturo Merzario       | Merzario-Ford | 0      |
| –    | Rupert Keegan         | Surtees-Ford  | 0      |
| –    | Jean-Pierre Jabouille | Renault       | 0      |
| –    | Keke Rosberg          | Theodore-Ford | 0      |
| –    | Eddie Cheever         | Hesketh-Ford  | 0      |

### Konstrukteurswertung
| Pos. | Konstrukteur       | Punkte |
| ---- | ------------------ | ------ |
| 01   | Lotus-Ford         | 27     |
| 02   | Ferrari            | 18     |
| 03   | Tyrrell-Ford       | 15     |
| 04   | Brabham-Alfa Romeo | 14     |
| 05   | Fittipaldi-Ford    | 6      |
| 06   | Ligier-Matra       | 4      |
| 07   | McLaren-Ford       | 3      |
| 08   | Williams-Ford      | 3      |
| 09   | Shadow-Ford        | 2      |

| Pos. | Konstrukteur  | Punkte |
| ---- | ------------- | ------ |
| 10   | Arrows-Ford   | 1      |
| 11   | ATS-Ford      | 0      |
| 12   | Wolf-Ford     | 0      |
| 13   | Surtees-Ford  | 0      |
| –    | Ensign-Ford   | 0      |
| –    | Merzario-Ford | 0      |
| –    | Renault       | 0      |
| –    | Theodore-Ford | 0      |
| –    | Hesketh-Ford  | 0      |